# Communauté de communes de la Conca d’Oro
Die Communauté de communes de la Conca d’Oro ist ein ehemaliger französischer Gemeindeverband mit der Rechtsform einer Communauté de communes im Département Haute-Corse in der Region Korsika. Sie wurde am 26. Dezember 2012 gegründet und umfasste vier Gemeinden. Der Verwaltungssitz befand sich im Ort Saint-Florent.

## Historische Entwicklung
Mit Wirkung vom 1. Januar 2017 fusionierte der Gemeindeverband mit der Communauté de communes du Nebbiu und bildete so die Nachfolgeorganisation Communauté de communes Nebbiu Conca d’Oro.

## Ehemalige Mitgliedsgemeinden
1. Barbaggio
2. Farinole
3. Patrimonio
4. Saint-Florent